# محمد المفدى
محمد بن عبد الرحمن المُفدَّى (1350- 1445 هـ/ 1931- 2023م) من علماء العربية، محقق، وأستاذ جامعي، ملقب بشيخ النحاة في السعودية. وهو من أول من نال دكتوراه في النحو في المملكة العربية السعودية، وكان ضريرًا.

## ولادته وتحصيله
وُلد الشيخ محمد بن عبد الرحمن بن محمد بن عبد الرحمن آل مُفَدَّى في بلدة أُشَيقِر بإقليم الوَشْم أحد أقاليم نجد في المملكة العربية السعودية، في شهر رجب عام 1350هـ/ 1931م. أُصيبَ وهو في السادسة من عمره بداء الجُدَري، فكُفَّ بصرُه، ولكنَّ الله امتنَّ عليه ببصيرة نافذة عوَّضته ما فقدَه من نور البصر.
حفظ القرآن الكريم في طفولته وهو طالبٌ في المرحلة الابتدائية في بلدة شَقراء، واعتنى بحفظ المتون في المرحلة المتوسطة الإعدادية؛ فحفظ من المتون: زاد المستقنع، وبلوغ المرام، وكتاب التوحيد، وكشف الشبهات. وأقبل على حفظ الدواوين الشعرية في المرحلة الثانوية في الطائف؛ فحفظ دواوين: المتنبي، وشوقي، وحافظ، والرُّصافي، وغيرها.
درس في دار التوحيد بالطائف سنتين؛ عام 1372هـ/ 1953م و1373هـ/ 1954م، ثم عند افتتاح المعهد العلمي بالرياض التحقَ به فتلقَّى فيه علوم العربية والشريعة، ثم أكمل دراسته في كلية اللغة العربية بالرياض عام 1377هـ/ 1958م، وكان الأولَ على دُفعته. وأيام دراسته الجامعية أتقن الكتابةَ بالآلة الكاتبة باللغة العربية والإنكليزية، وكان أحدَ ثلاثةٍ من المكفوفين هم أولُ من تعلَّم القراءة والكتابة بلغة (برايل) في السعودية، والآخران هما: الدكتور محمد بن سعد بن حسين، والشيخ علي السويِّد. ثم نشطوا في تعليمها لغيرهم من المكفوفين.
وفي الرياض تلقَّى العلمَ الشرعي على الشيخين محمد بن إبراهيم آل الشيخ، وأخيه عبد اللطيف بن إبراهيم آل الشيخ.
ثم مضى إلى مصر لمتابعة دراسته العليا؛ فحصل على شهادة الماجستير من كلية اللغة العربية في جامعة الأزهر بالقاهرة عام 1388هـ/ 1968م، ثم على شهادة الدكتوراه من الكلية نفسها عام 1396هـ/ 1976م، ليكون بذلك أولَ من يحصل على الدكتوراه في الدراسات النحوية من الأزهر في المملكة العربية السعودية، ومن أول من يحصل عليها على العموم.
وتزوَّج الشيخ قريبتَه الجوهرة بنت عبد العزيز المفدَّى، التي توفيت في شهر ذي الحِجَّة 1440هـ/ أغسطس 2019م.

## عمله ووظائفه

محمد المفدى في حوار مع الإعلامي إبراهيم التركي بصحيفة الجزيرة السعودية، عام 1405هـ/ 1985م

حملَ الشيخ المفدَّى همَّ التعليم والتربية، فانقطع لتدريس علوم العربية ولا سيَّما النحو والصرف على مدار سنوات طويلة، بدأ التعليم في معهد الرياض العلمي من عام 1378هـ/ 1959م إلى 1382هـ/ 1963م، ثم انتقل إلى كلية اللغة العربية التابعة لرئاسة الكليات والمعاهد التي صارت فيما بعد النواة لـ جامعة الإمام محمد بن سعود الإسلامية بالرياض.
وتولَّى مناصبَ إداريةً وأكاديمية رفيعة؛ لما عُرف عنه من علم وحزم وهمَّة ونزاهة، منها رياسةُ قسم النحو والصرف قرابة 15 عامًا؛ من 1401هـ/ 1981م إلى 1415هـ/ 1995م. وأُحيل على التقاعد عام 1417هـ/ 1997م. لكنَّ الجامعة تعاقدت معه لتستفيدَ من خبراته، فاستمرَّ في التعليم سنوات أُخرى إلى عام 1428هـ/ 2008م. وأشرف على رسائل الطلاب في الماجستير والدكتوراه، وشارك في مناقشة عدد منها.

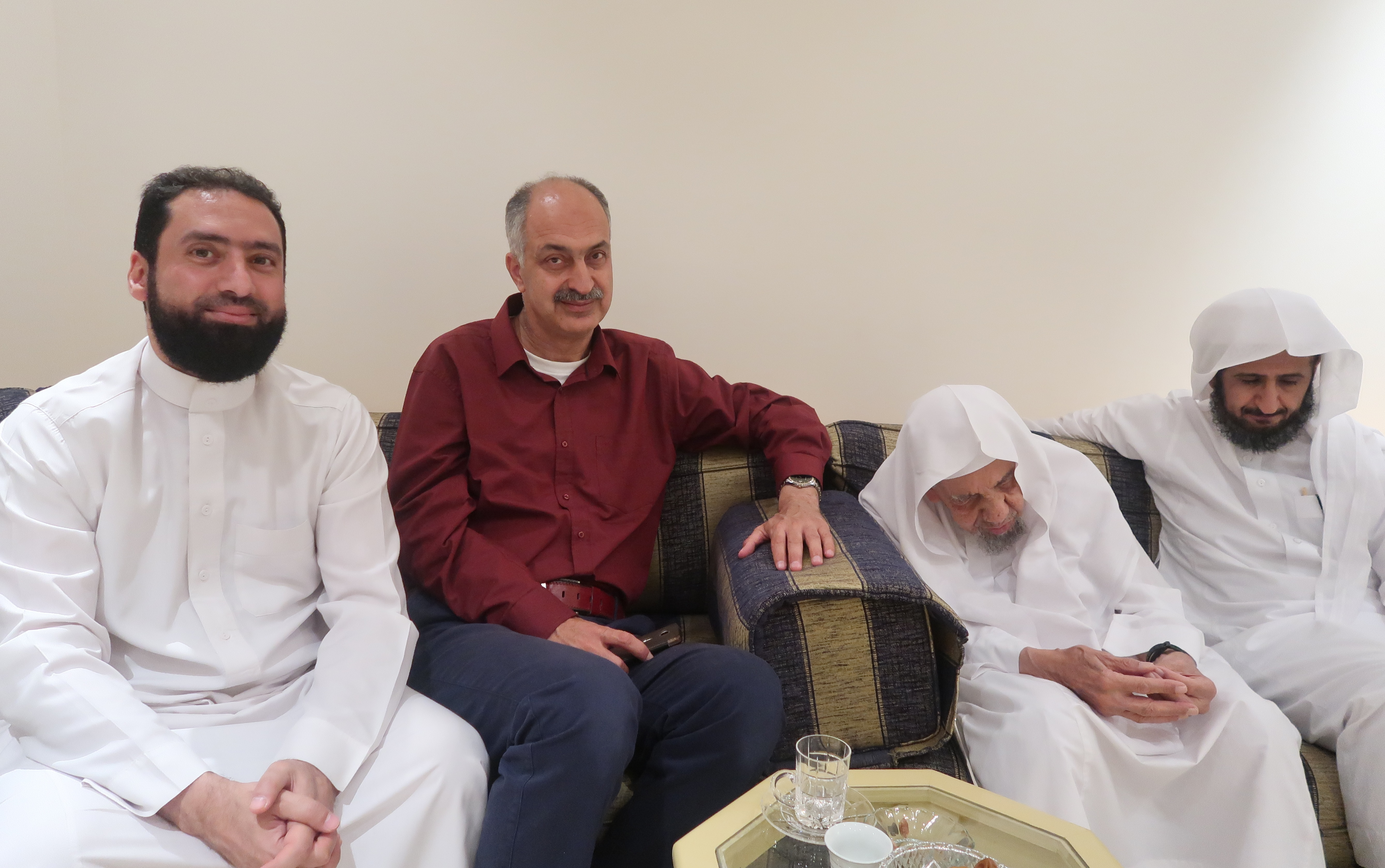
العلامة محمد المفدى في داره، ومعه تلميذه النحوي تركي بن سهو العتيبي، والمؤرخ أحمد العلاونة، والباحث أيمن ذو الغنى، في غُرة شعبان 1440هـ/ 6 أبريل 2019

وقد اشتَهَر المفدَّى بالصَّرامة في أداء أمانة العلم والتعليم والإدارة، وبكراهية المجاملات، ورفض الوساطات أيًّا كان مصدرها، مع تواضُع ورقَّة ولين جانب في النصح والتوجيه، وحدَبٍ ورقة على الطلَّاب المتعلِّمين. وتخرَّج به أجيالٌ من الطلبة، نبُهَ منهم كثيرون في اللغة والنحو، وأشرف عليهم في الدراسات العليا منهم الأستاذ الدكتور تركي بن سهو العتيبي رئيسُ تحرير مجلة الدراسات اللغوية بالرياض، والدكتور النحوي محمد بن خالد الفاضل، والدكتور سليمان العيوني (المفتي اللغوي).
واختيرَ عضوًا في المجلس العلمي بجامعة الإمام محمد بن سعود الإسلامية ست سنين، وعضوًا في لجنة الترشيح والاختيار لجائزة الملك فيصل العالمية للأدب العربي من عام 1397هـ/ 1977م إلى 1411هـ/ 1991م.
وشارك الشيخ في الندوات العلمية، وإلقاء المحاضرات الثقافية، وفي العمل الإذاعي. واستضافه تلميذه الإعلامي الدكتور محمد العوين في برنامجه (بين ذوقين) عام 1402هـ، للحديث عن الخلاف الثقافي الذي نَشِبَ في الصحف بينه وبين الدكتور أحمد الضبيب، حين عرَّض الأخير بالشهادات التي يحصُل عليها بعضُ الطلاب السعوديين من بعض الدول العربية المتساهلة في منح الشهادات في إجازة الصيف كمِصر، في مقالته (دكتوراه صيف)، مما أغضب الحاصلين على الشهادات من مصر. فكتب الدكتور المفدَّى ردًّا عنيفًا، منتقدًا أولئك الذين يذهبون لنيل الدكتوراه في اللغة والأدب من بلدان أجنبية! غمزًا من قناة الضبيب الذي نال الدكتوراه من قسم اللغات السامية بجامعة ليدز عام 1386هـ/ 1966م في الأدب العربي القديم.

## كتبه وآثاره

### في التحقيق:
- تعليق الفرائد على تسهيل الفوائد، للدَّماميني (في 8 مجلدات).[9]
- إنباه الأنباه على تحقيق إعراب لا إله إلا الله، للكوراني (في 4 مجلدات).

### في التأليف:
- الدماميني حياته وآثاره ومنهجه في كتابه "تعليق الفرائد".
- ما تلحن فيه الصحف (بالاشتراك).
- حديث (ما).

### بحوث ومقالات:
نشر غير قليل من البحوث والدراسات والمقالات في المجلات والصحف والدوريات العلمية المتخصِّصة والمحكَّمة، منها:
- (مَن) أقسامها وأحكامها.
- النسَبُ إلى ما آخره ياء.
- النسَبُ إلى فَعِيلة.
- النعوت المتعدِّدة.
- دفاع عن مناهج النحويين القدماء (حلَقات نشرها في جريدة الرياض).
- المكفوف في مجتمعنا.
- بداية تعليم المكفوفين في المملكة العربية السعودية.[10]

## صفاته
- وصفه الدكتور محمد بن سعد بن حسين، بقوله: « عرفتُه صديقًا دقيقًا، محيطًا بأقوال العلماء، مخلصًا في عمله، قدوةً في أخلاقه وعلمه وعمله. وقد صحبتُ أخي الشيخ المفدَّى منذ أيام حِلَق الشيخ محمد بن إبراهيم، ثم في الحرم المكي، ومنه إلى الطائف، ومنه إلى معهد الرياض العلمي، واستمرَّت صحبتُنا، حتى في الابتعاث إلى مصر، ومنها إلى الكلية التي عملنا فيها سواء، على مدار هذه المسيرة».
- وقال الدكتور عبد المحسن العسكر: «لي مع أستاذنا الدكتور محمد المفدى ذكريات، لا يمكن للزمان أن يمحوَها، كان قدوةً لنا في كل عطائه، إنه بحق عملة نادرة، أعطى الكليةَ وطلابها من وقته وجهده وعلمه الكثير، طيلة ما يقارب ستة عقود، عرفته حريصًا على العمل حتى في أوقات الإجازات، وقد قرأت عليه حتى أثناء سفري معه بالطائرة».
- وقال الدكتور عبد الله سالم الدوسري: «استفدت من خُلق الدكتور محمد المفدَّى كثيرًا؛ فهو صاحبُ علم وحِلم وأناة، وحفظ للوقت، حريص على مصالح القسم، ومصالح طلابه».
- وقالت حفيدته أروى بنت عبد العزيز الحسيني: «أي يراع وأي بلاغة تستطيع أن تعبِّر عن صفاته؟! هذا هو والدي محمد المفدى؛ أسرَ الكثير وأحبه الكثير. لا أدري بالفعل ماذا أكتب وبأي أسلوب أنثر كلماتي.. (لو كنتُ أعلم فوقَ الشكر منزلة أوفى لكَ عند الله في الثمنِ، لاخترتها لك من قلبي خالصةً.. شكرًا لكل نصيحة تلقيتها منك، لكل ثانية من وقتك منحتني إياها، شكرًا لكونك أنت جدي، وأشكر الله أن وهبَني أبًا مثلك. وأتمنى أن أكون على قدر ما تمنيته مني، وما رجوته فيَّ».[11]
- ووصفه تلميذه الدكتور سليمان العيوني: «الدكتور المفدى هو أعظمُ شيوخي في العربية، وهو من القلائل الذين علمُهم في صدورهم، تقرُّ عينك برؤيته ومجالسته. طلبتُ منه في الدراسة الجامعية أن أقرأ عليه كتاب (الاقتراح في أصول النحو وجدله) للسيوطي، فخصَّص لي استراحةَ يوم الاثنين من كل أسبوع، وبقينا قرابةَ سنتين في قراءته والتعليق عليه، وقد تخلَّف عن الدرس جميعُ من كان معي وبقيتُ وحدي، فوالله ما تغيَّر شرحُه، ولا لامني على تخلُّفهم. ودرَّسني في الدراسات العليا (كتاب سيبويه)، و(شرح التسهيل) لابن مالك، و(مغني اللبيب) لابن هشام، وغيرها من كتب النحو. كان فيما يتعلق بالعلم والأخلاق وتطبيق الأنظمة آيةً في الحزم والهيبة، لا يتراخى فيها ولو اجتمعَ عليه الجميع. وكان على هيبته وحزمه متواضعًا، وقصصه في ذلك كثيرة.. كان ضريرًا، وكان تقيًّا نقيًّا زاهدًا ورعًا، تعلَّمت من دينه وأخلاقه أكثرَ مما تعلمتُ من علمه، وكان شديدَ التمسُّك بالسنَّة، والحثِّ على منهج السلف الصالح».[12]
- وذكر الدكتور فهيد بن رباح الرباح: «مما يُتعلم منه ويُستفاد من الدراسة عليه الجِدُّ والحزم، فكان الشيخ لا يغيب عن محاضراته ولا يتأخر عنها. ومما يُفاد منه أيضًا أنه كان حازمًا في الدرجات، فقد حدث لي معه موقفٌ في ذلك؛ أني رغبتُ إليه أن يعزز درجاتي في النحو بدرجتين يتلمَّسهما لي؛ لأصلَ إلى رتبة تكون فارقةً في التقويم... لكنه لم يُجبني إلى ذلك، واعتذر أنه لا يستطيع لأنهما درجتان فلو كانت واحدة لربما؛ فكان ذلك لي درسًا. ومما يختصُّ به أن له منهجًا، بل مدرسة في التحقيق، وخصوصًا في توثيق الأبيات؛ إذ يطلب أن تُذكر مناسبة القصيدة وسابق البيت ولاحقه من أبيات، وذلك منه عن بصيرة، فالمعنى حاكمٌ في دَرْك الإعراب، وتحصُّل المعاني هو محصلة النحو، وكذلك تبلُّغها للسامع لا يكون إلا بمعرفة مناسبة القصيدة أحيانًا، وسوابق البيت ولواحقه».[13]

## تكريمه
- مساء الخميس 19 ربيع الأول 1429هـ الموافق 27 من مارس 2008م، أقامت كلية اللغة العربية بجامعة الإمام محمد بن سعود الإسلامية، حفلًا تكريميًّا للدكتور محمد بن عبد الرحمن المفدَّى، الذي ترجَّل عن عمله بقسم النحو والصرف، في قاعة المحاضرات الكبرى بالكلية. قدَّم حفلَ التكريم الدكتور حسن بن محمد الحفظي، ثم ألقى عميدُ الكلية الدكتور محمد بن عبد الرحمن السبيهين كلمةَ كلية اللغة العربية، وألقى الدكتور أحمد بن محمد السالم رئيسُ لجنة التكريم كلمةَ اللجنة. ثم أقيمت ندوة بعنوان: (الدكتور المفدَّى بين العلم والإدارة) أدارها عميدُ الكلية د. محمد السبيهين، بمشاركة الشيخ ناصر الطريم، والشيخ عبد العزيز الشعلان، والدكتور عبد العزيز العواد، والأستاذ الدكتور علي محمد فاخر.[11]
- بمناسبة اليوم العالمي للغة العربية وبحضور عدد كبير من الأكاديميين والمثقفين والمهتمين، أقام النادي الأدبي في الرياض في 21 ديسمبر (كانون الأول) 2015، حفلَ تكريم الرواد في خدمة اللغة العربية؛ بتكريم علمَين بارزين من أعلام اللغة العربية في السعودية، لجهودهما في خدمة "العربية"، وهما الدكتور محمد بن عبد الرحمن المفدَّى، والدكتور عبد الله بن حمد الدايل. افتتح الحفلَ عبد الرحمن بن إبراهيم الجاسر، وأقيمت ندوةٌ تعريفية بجهود المحتفى بهما في مجال اللغة العربية، قدَّمها الدكتور حسن بن محمد الحفظي، وسعد بن إبراهيم الثنيان، وأدارها الدكتور بدر بن محمد الراشد، عُرضَت فيها السيرةُ الذاتية لهما وجهودهما اللغوية ومؤلفاتهما. وممكن تكلم في المداخلات الدكتور تركي بن سهو العتيبي.[14]

## وفاته
توفي محمد المفدى في الرياض، صباح الأحد 12 جُمادى الأولى 1445هـ الموافق 26 من نوفمبر (تشرين الثاني) 2023م. وصُلِّيَ عليه بعد صلاة العصر في جامع والدة الأمير بندر بن عبد العزيز آل سعود بحيِّ الندى شماليَّ العاصمة الرياض، ودُفن في مقبرة الشَّمال.

## الملاحظات
1. ↑  سبقه بالحصول على الدكتوراه الأستاذ حسن الشاذلي فرهود الذي نالها من جامعة لندن عام 1386هـ.

## الوصلات الخارجية
- برنامج ذكرياتي | الدكتور محمد بن عبد الرحمن آل مفدى | الجزء الأول | قناة المجد
- برنامج ذكرياتي | الدكتور محمد بن عبد الرحمن آل مفدى | الجزء الثاني | قناة المجد